# Punta Secca
Punta Secca (Punta Sicca in siciliano) è una frazione di 519 abitanti di Santa Croce Camerina, comune del libero consorzio comunale di Ragusa in Sicilia.
La gente del posto la chiama 'a Sicca, "la secca", probabilmente per la presenza di una piccola secca, costituita da una formazione di scogli, di fronte alla spiaggia di levante.

## Geografia fisica
Punta Secca è un piccolo borgo marinaro, frazione del comune di Santa Croce Camerina, centro abitato da cui dista 5,77 km. Si affaccia sul Mar di Sicilia, e sorge a 5 metri s.l.m. Le spiagge sono caratterizzate da formazioni rocciose. Il clima è mite e molto umido.

## Storia
Il borgo, unitamente alla vicina Punta Braccetto, esisteva già in antichità e fu domino di Bizantini, Arabi e Normanni.
Dagli Arabi era chiamata ʿAyn al-Qasab, ma nel corso dei secoli acquisì parecchi altri nomi tra cui: "Raʾs Karam", "Raʾs Karama", "Capo Scaramia". Recentemente ha preso il nome di "Capo Scalambri" (questo nome è ancora oggi visibile in alcune carte geografiche e in quelle nautiche) da cui prende il nome la torre Scalambri, torre costiera difensiva costruita nel XVI secolo.
Nel 1766 furono costruiti i magazzini di pesce (oggi ristorante Rosengarten) e nel 1767 fu costruita la piccola chiesetta di Santa Maria di Porto Salvo.
Non è vero, come alcuni sostengono, che sulle sue spiagge, nel 1943 sia avvenuto lo sbarco delle forze anglo-americane nel corso dell'operazione Husky. Infatti lo sbarco avvenne tra Licata e Gela, nella costa meridionale, e tra Pachino e Siracusa in quella orientale. Tuttavia alcuni piccoli nuclei delle Forze alleate sbarcarono poco al di là della cittadina marittima Scoglitti (distante in linea d'aria circa 4 miglia da Punta Secca) e solo un mezzo anfibio vicino a Punta Braccetto (a circa 1 miglio da Punta Secca).
Il borgo deve la sua recente popolarità al fatto che qui è stato ambientato uno dei set cinematografici della serie televisiva Il commissario Montalbano e il suo prequel Il giovane Montalbano. La casa di Salvo Montalbano è infatti situata, nelle serie, in una villetta nella piazzetta del borgo.
Su Piazza Torre dal 2015 si svolge in agosto la rassegna letteraria Libri d'aMare.

## Il faro

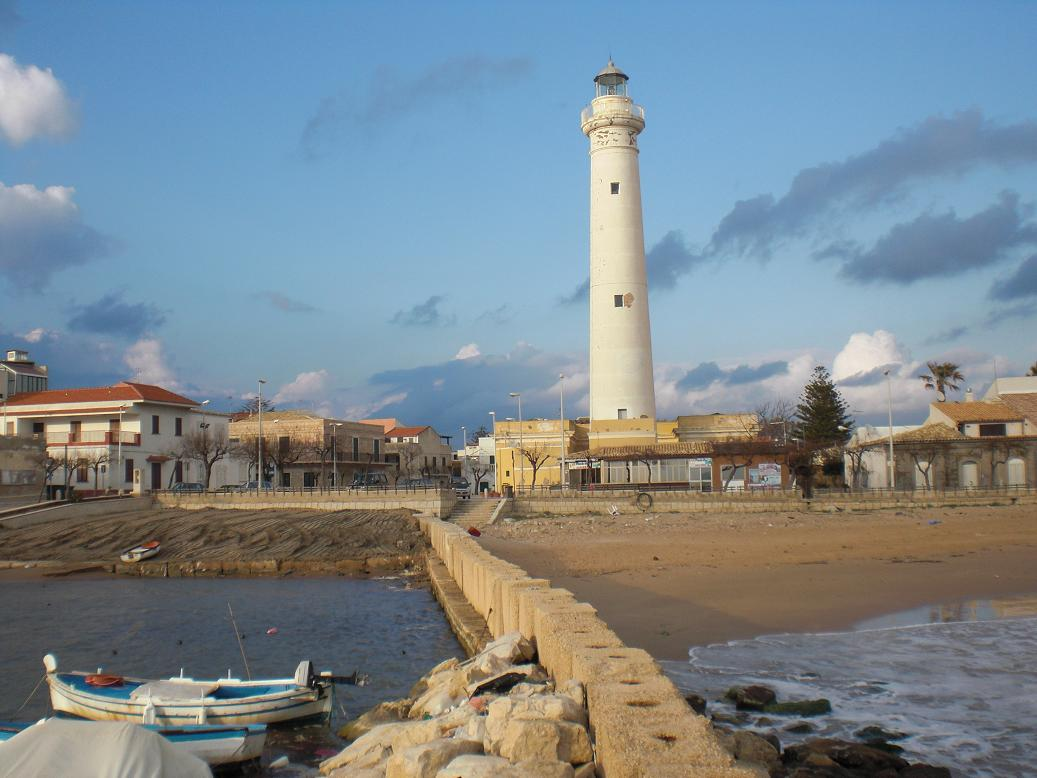
Il Faro di Punta Secca.

Il faro di Punta Secca, voluto dal governo Borbonico e progettato nel 1857 dall'Ing. Nicolò Diliberto D'Anna, fu costruito nel 1858-59 ed è alto 35 m. Costituito dalla Torre del Faro ha anche annesso un fabbricato a piano unico della Marina militare. Visibile per 206° (tra 318° e 112°) nella zona mare compresa tra Gela e Cava d'Aliga. Il faro a ottica fissa è catalogato con il numero 2942.